# 전명신
전명신(영문: Cheon Myungshin)은 대한민국의 대한민국의 대금연주가, 국악소리가이다.

## 개요
1994년 10월 1일 《전명신 1집》부제《너를 다시 만나기 위해》로 데뷔했다.
구희서의 시 ‘배 띄워라’를 바탕으로 박범훈이 작곡한 국악가요 ‘배 띄워라’공연에서 간주 부분에 전명신의 현란한 대금 연주가 가미돼 두 배의 감동을 주기도 한다.

## 앨범
- 1990.08. 컴필레이션(옴니버스) 《제11회 MBC 강변가요제》수록곡〈오늘같은 날엔〉
- 1994.10.01. 정규 《전명신 1집》부제《너를 다시 만나기 위해》수록곡〈너를 다시 만나기 위해〉,〈좋은 친구였을 뿐〉,〈그대 없는 거리〉,〈그대 위한 사랑〉,〈끝은 언제나〉,〈나만큼 그대를〉,〈다시 생각해 봐〉,〈이별 그리기〉,〈이별 그리기〉,〈친구야 괜찮아〉(장르: 댄스/팝, 기획사: 주식회사 예음, 유통사: 중앙음반)[2]
- 1995.01.01. 정규 《전명신 국악가요》수록곡〈세월 가네〉,〈바람아〉,〈사의 찬미〉,〈회심〉,〈고시레〉,〈희망가〉,〈사의 찬미 (경음악)〉,〈희망가 (경음악)〉(장르: 국악/국악가요, 유통사: 뮤직앤뉴)[3]

## 학력
- 1985~1988 국립국악고등학교 국악과 졸업
- 1988~1992 한양대학교 국악과 학사 졸업
- 2007~2010 한국예술종합학교 전통예술원 음악과 예술전문사(석사)
- 2011~2013 한양대학교 대학원 국악과 박사과정 수료[4]

## 수상
- 1987. 《영동 난계예술제》 기악 부분 (대금) 최우수상[5]
- 1990. 《제11회 MBC강변가요제》 〈오늘같은 날엔〉 입상
- 1991. 《제7회 동아국악콩쿠르》 일반부 대금부문 대상 수상[6]

* 1998. 《제8회 MBC 고복수 가요제》 대상 수상
- 2005. 《제32회 춘향국악대전》 기악관악 일반부 대상 수상[7]

## 대금 연구회 이사
- 1990. 한양대 응원단 리드싱어[8]
- “소리메” 단장
- 참여불교재가연대 홍보대사
- 한양 대금 앙상블 동인[9]
- 대금연구회 이사
- 1997.03. ~ 2016.06. 마포평생학습관 강사
- 2011.03. ~ 2012.02. 중앙대학교 예술대학 전통예술학부 강사
- 2014. ~ 한국예술종합학교 전통예술원 겸임교수
- 2015.10. ~ 전명신 국악연구소 대표
- 2016.03. ~ 2019.02. 한양대학교 음악대학 국악과 겸임교수
- 2017.03. 한국예술종합학교 평생교육단 강사
- 2018.05. ~ 율빛엔터테인먼트 대표[10]